# Carrie & Lowell
Albums de Sufjan Stevens
Silver & Gold
(2012)
Singles
1. No Shade in the Shadow of the Cross
Sortie : 16 février 2015
2. Should Have Known Better
Sortie : 12 mars 2015

Carrie & Lowell est le septième album studio de Sufjan Stevens, paru le 31 mars 2015 sous le label Asthmatic Kitty Records. Cet album marque un retour de l'artiste à ses racines folk.
L'album a reçu un très bon accueil, de nombreux critiques le considérant comme le meilleur album de Sufjan Stevens.

## Développement
L'album a été enregistré en 2014, au studio personnel de Sufjan Stevens à Brooklyn ou en Oregon, à Portland's Flora Studios ou encore au moyen d'un iPhone dans une chambre d'hôtel à Klamath Falls,. Les chansons sont inspirées par la mort de la mère de Sufjan Stevens, Carrie, en 2012 et par les voyages qu'il a effectués en Oregon lors de sa jeunesse. Le titre de l'album est composé des prénoms de sa mère et de son beau-père : Lowell Brams. Les paroles des chansons ainsi que certains titres comme Eugene ou encore Blue Bucket of Gold font référence à des lieux de l'Oregon .

## Accueil
L'album est encensé par la critique. Les Inrocks parlent d'un « album à la beauté désarmante » et lui attribuent la note de 5/5. Sur Metacritic l'album obtient le score de 90/100 et la mention « universal acclaim », en se basant sur 40 critiques.
L'album fait partie des meilleurs de 2015 pour le New York Times.

## Tournée
Sufjan Stevens effectue pour cet album une tournée nord-américaine et européenne. Il commence sa tournée le 9 avril 2015 à l'Académie de musique de Philadelphie. Quatre dates sont annoncées en France, deux à Paris au Grand Rex les 8 et 9 septembre 2015, une à Reims le 25 septembre et la dernière à Lyon le 27 septembre 2015.
Pendant cette tournée sont vendus des exemplaires du titre inédit Exploding Whale. Ce titre n'est pas présent sur l'album et est exclusivement vendu aux concerts. Le titre de la chanson est ici aussi une allusion à l'Oregon puisqu'il fait référence à l'explosion de baleine.

## Liste des pistes
Toutes les musiques sont composées par Sufjan Stevens.
| No  | Titre                               | Durée |
| --- | ----------------------------------- | ----- |
| 1.  | Death with Dignity                  | 3:59  |
| 2.  | Should Have Known Better            | 5:07  |
| 3.  | All of Me Wants All of You          | 3:41  |
| 4.  | Drawn to the Blood                  | 3:18  |
| 5.  | Eugene                              | 2:26  |
| 6.  | Fourth of July                      | 4:39  |
| 7.  | The Only Thing                      | 4:44  |
| 8.  | Carrie & Lowell                     | 3:14  |
| 9.  | John My Beloved                     | 5:04  |
| 10. | No Shade in the Shadow of the Cross | 2:40  |
| 11. | Blue Bucket of Gold                 | 4:43  |

## Charts
| Classement (2015)                  | Meilleure position |
| ---------------------------------- | ------------------ |
| France (SNEP)                      | 50                 |
| Allemagne (Media Control AG)       | 51                 |
| Australie (ARIA)                   | 11                 |
| Autriche (Ö3 Austria Top 40)       | 68                 |
| Espagne (Promusicae)               | 30                 |
| États-Unis (Billboard 200)         | 10                 |
| Finlande (Suomen virallinen lista) | 38                 |
| Norvège (VG-lista)                 | 9                  |
| Nouvelle-Zélande (RIANZ)           | 27                 |
| Pays-Bas (Mega Album Top 100)      | 6                  |
| Portugal (AFP)                     | 18                 |
| Royaume-Uni (UK Albums Chart)      | 6                  |
| Suède (Sverigetopplistan)          | 27                 |
| Suisse (Schweizer Hitparade)       | 29                 |